# Ministério de Assuntos Econômicos dos Países Baixos
O Ministério de Assuntos Econômicos dos Países Baixos (em neerlandês:  Ministerie van Economische Zaken, abreviado para EZ) é um ministério holandês, cujo chefe é o ministro de Assuntos Econômicos dos Países Baixos, actualmente Maria van der Hoeven. Ela é auxiliada pelo chefe de Estado Frank Heemskerk.

## Missão
A missão do Ministério é "promover o crescimento econômico sustentável dos Países Baixos". Ela se concentra nas áreas-chave da "economia do conhecimento e inovacão", "Concorrência e dinâmica" e "Quarto de fazer negócios." 